# In God’s Hands
In God’s Hands (englisch für „In Gottes Händen“) ist ein Lied der portugiesisch-kanadischen Popsängerin Nelly Furtado, das im Juni 2006 erschien.

## Entstehung und Veröffentlichung
Das Lied wurde von der Interpretin selbst, zusammen mit Rick Nowels, getextet, komponiert sowie produziert.
Die Erstveröffentlichung von In God’s Hands erfolgte am 7. Juni 2006 bei Geffen Records, als Teil von Furtados dritten Studioalbum Loose. Am 23. November 2007 erschien das Lied als siebte Singleauskopplung aus dem Album. Diese erschien unter naderem als 2-Track-CD-Single mit einer Liveversion als B-Seite (Katalognummer: 06025 1756103) sowie als CD-Maxi-Single (Katalognummer: 7523075). Furtado nahm zudem eine Version mit dem australisch-neuseeländischen Sänger Keith Urban auf. Diese trägt den Titel En las manos de Dios und ist eine spanischsprachige Version des Liedes, die auf der sogenannten „Limited Summer Edition“ von Loose erschien (Katalognummer: 06025 1739209).

## Inhalt
Inhaltlich geht es um die Verarbeitung der Trennung von ihrem damaligen Partner, dem DJ Jasper Gahunia, und die Suche nach Trost und Perspektive im Glauben. Nelly Furtado singt von der Verlässlichkeit, die sie im Glauben findet, und dem Gefühl, dass die Dinge in Gottes Händen sind.

## Musikvideo
Das dazugehörige schwarz-weiße Musikvideo entstand unter der Regie von Jesse Dylan und zeigt, wie Furtado an einem Strand sich niedergeschlagen regt und tanzt, was die Botschaft des Liedes unterstreicht. Bis Juni 2025 zählte es über sieben Millionen Aufrufe auf der Videoplattform YouTube.

## Chartplatzierungen
| ChartsChartplatzierungen | Höchstplatzierung | Wochen |
| ------------------------ | ----------------- | ------ |
| Deutschland (GfK)        | 33 (10 Wo.)       | 10     |
| Österreich (Ö3)          | 53 (15 Wo.)       | 15     |